# Liste von Schiffen mit dem Namen Almirante Latorre
Der Name Almirante Latorre (spanisch für Admiral Latorre) ist ein mehrfach genutzter Name von Schiffen der chilenischen Marine.
Namensgeber ist der chilenischen Admiral Juan José Latorre (1846–1912). Latorre galt als einer der Helden des Salpeterkrieges. Von 1886 bis 1887 war er Oberbefehlshaber der chilenischen Marine und von 1898 bis 1899 Außenminister Chiles.

## Schiffsliste
| Bezeichnung                                        | Schiffsart     | Klasse / Typ                | Baujahr | Bauwerft                                   | Dienstzeit | Verbleib                              | Bild |
| -------------------------------------------------- | -------------- | --------------------------- | ------- | ------------------------------------------ | ---------- | ------------------------------------- | ---- |
| Canada (1915–20) Almirante Latorre                 | Schlachtschiff | Almirante-Latorre-Klasse    | 1913    | Armstrong-Whitworth                        | 1921–1958  | 1958 verkauft und 1959 abgewrackt     |      |
| Göta Lejon (1945–71) Almirante Latorre             | Kreuzer        | TreKronor-Klasse            | 1945    | Eriksbergs Mekaniska Verkstad              | 1971–1984  | 1986 abgebrochen                      |      |
| Glamorgan (1966–86) Almirante Latorre              | Zerstörer      | County-Klasse (1962)        | 1964    | Vickers-Armstrongs                         | 1986–1998  | 2005 auf dem Weg zum Abbruch gesunken |      |
| Jacob van Heemskerck (1986–2004) Almirante Latorre | Fregatte       | Jacob-van-Heemskerck-Klasse | 1983    | Royal Schelde                              | 2005–2020  |                                       |      |
| Melbourne (1992–2019) Almirante Latorre            | Fregatte       | Adelaide-Klasse             | 1989    | Australian Marine Engineering Consolidated | seit 2020  |                                       |      |